# Ipomoea lapidosa
Ipomoea lapidosa är en vindeväxtart som beskrevs av Wilhelm Vatke. Ipomoea lapidosa ingår i släktet praktvindor, och familjen vindeväxter. Inga underarter finns listade i Catalogue of Life.